# Lijst van plaatsen met een Romeins amfitheater

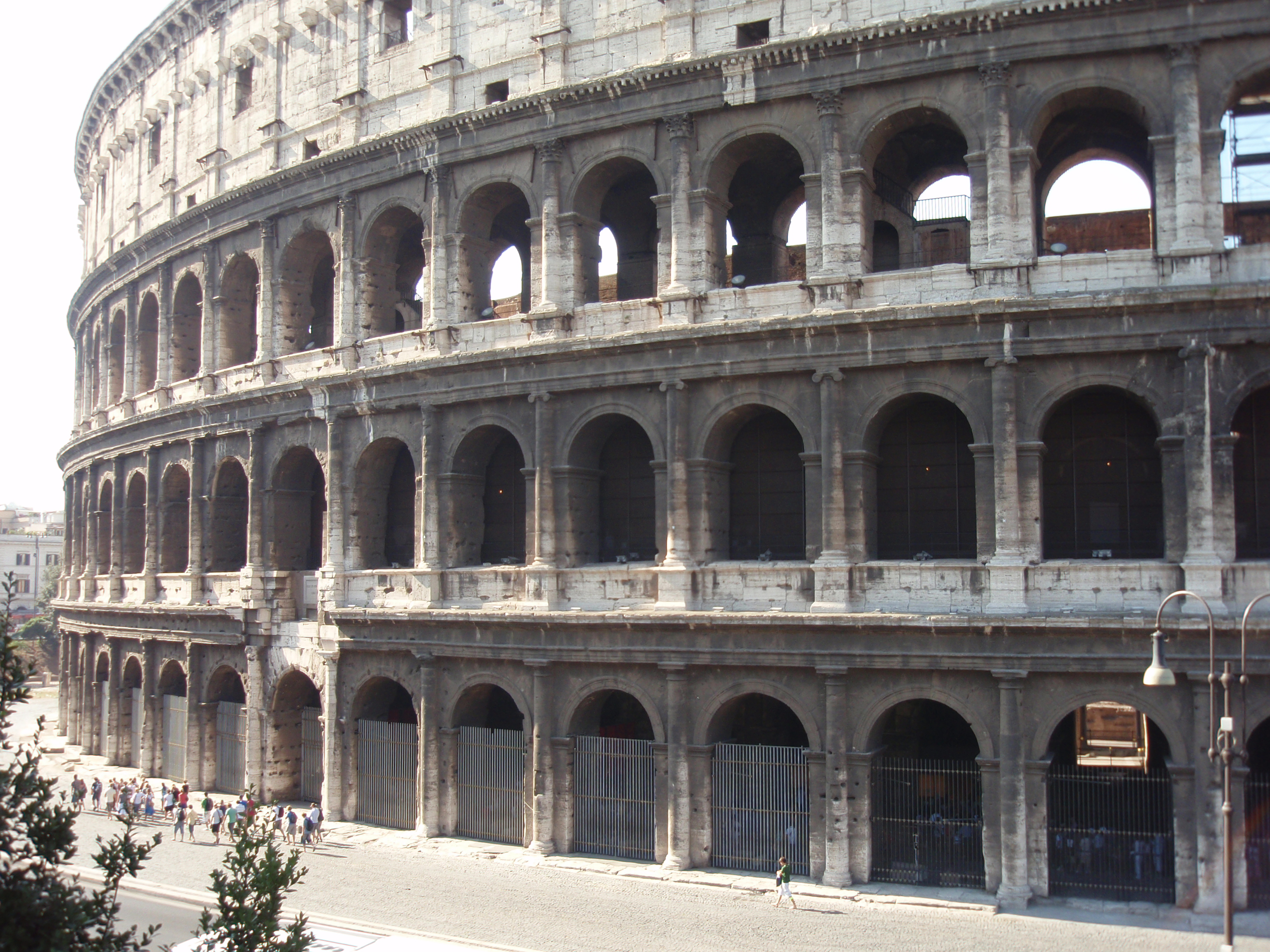
Het Colosseum

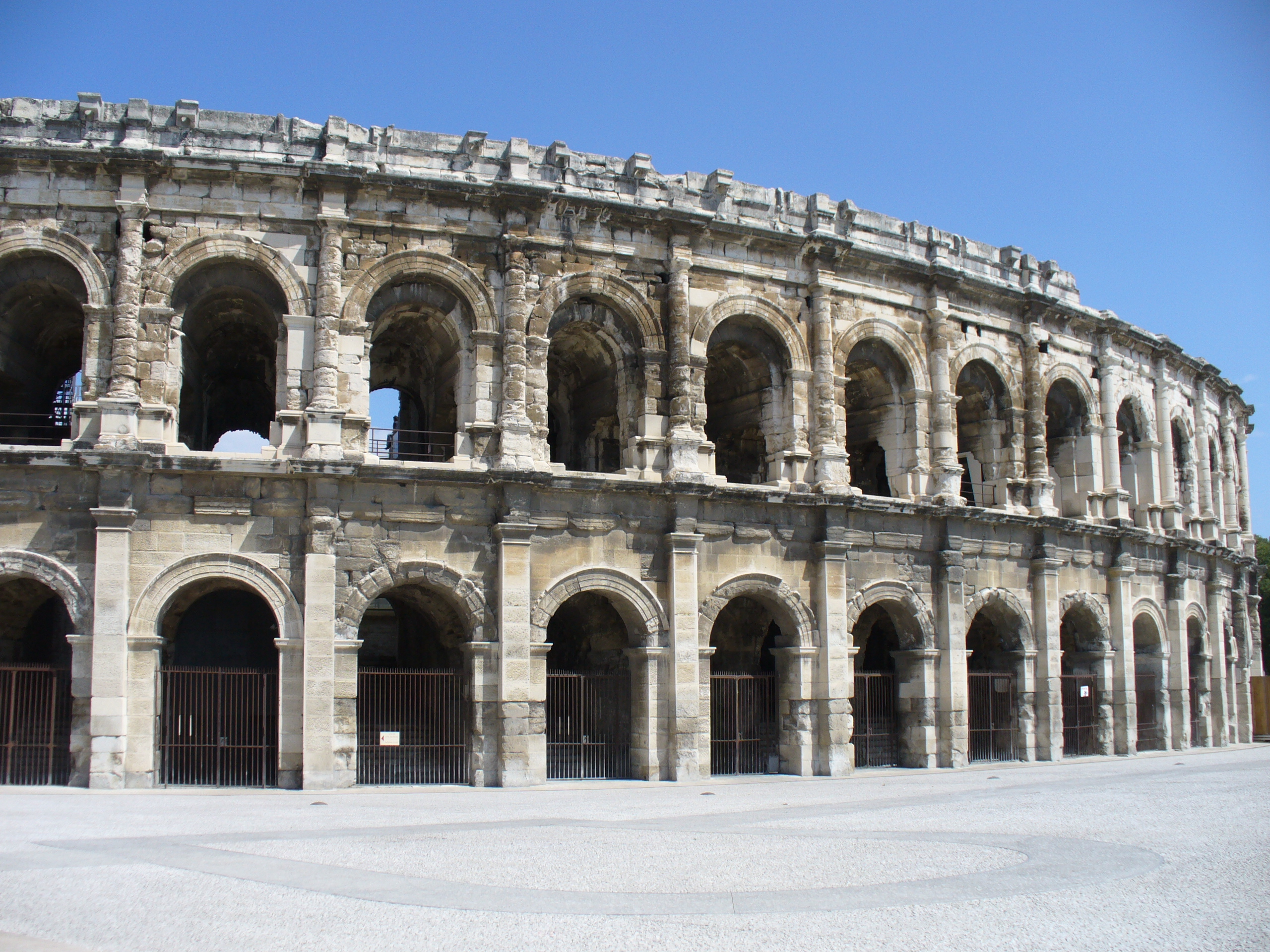
De Arena van Nîmes

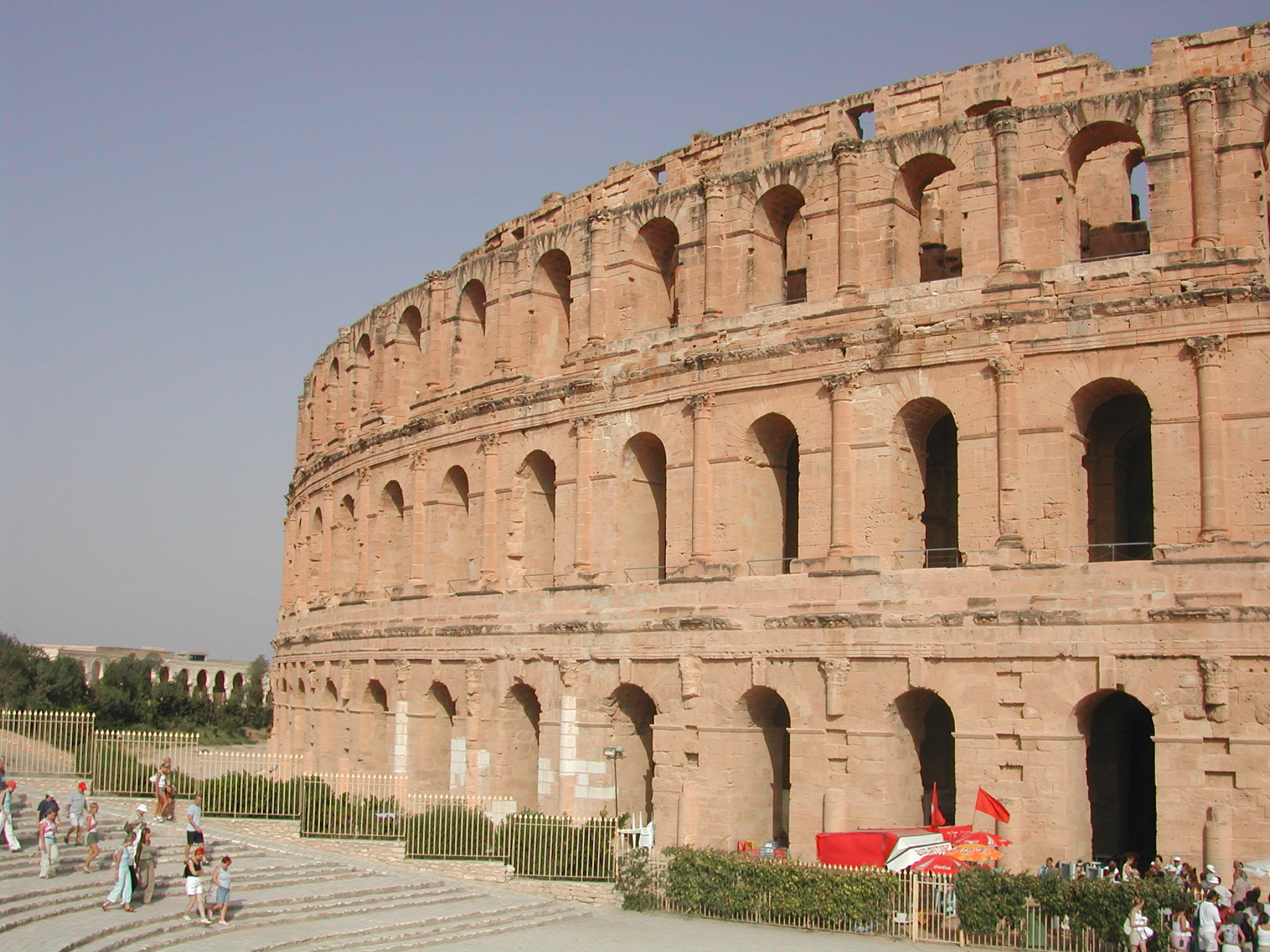
Het Amfitheater van El Djem

In totaal werden er meer dan 220 amfitheaters gebouwd, verspreid over het hele grondgebied van het Romeinse Rijk. De arena's van Verona, Arles en Nîmes zijn nog grotendeels intact en zijn tot op heden in gebruik voor opera's, theatervoorstellingen en stierengevechten. Amfitheaters zoals in Rome (Colosseum), Pula en El Djem zijn vervallen tot ruïnes, die nog wel een goede indruk geven van het oorspronkelijke uiterlijk van het gebouw. Van veel andere amfitheaters zijn fundamenten teruggevonden.
De amfitheaters zijn ovaalvormig, met tribunes rondom een arena. Het amfitheater mag niet verward worden met het standaard Romeinse theater, die een halfronde vorm had, in combinatie met een groot podiumgebouw.

Grondplan van een amfitheater en een standaardtheater.
Een aantal amfitheaters in het westen van het rijk had een afwijkende, hybride vorm; de arena had wel een ovale vorm, maar de tribunes stonden daar maar voor driekwart omheen. Langs een van de lange zijden was een groot podium gebouwd, waardoor dit gebouw zowel voor gladiatorengevechten als toneelvoorstellingen kon worden gebruikt. De Arena van Lutetia is hier een goed voorbeeld van.

## Lijst van plaatsen met een Romeins amfitheater
Dit is een lijst van plaatsen met een Romeins amfitheater, ingedeeld per land. 

De lijst is nog niet compleet.

### Albanië
| Stad (Romeinse naam) | Stad (moderne naam) | Coördinaten                    | Diversen               | Afbeelding |
| -------------------- | ------------------- | ------------------------------ | ---------------------- | ---------- |
| Dyrrhachium          | Durrës              | 41° 18′ 44″ NB, 19° 26′ 43″ OL | Amfitheater van Durrës |            |

### Algerije
| Stad (Romeinse naam)  | Stad (moderne naam) | Coördinaten | Diversen | Afbeelding |
| --------------------- | ------------------- | ----------- | -------- | ---------- |
| Lambaesis             | -                   |             |          |            |
| Caesarea              | Cherchell           |             |          |            |
| Theveste              | Tébessa             |             |          |            |
| Thubursicum Numidarum | Khamissa            |             |          |            |
| Tipasa                | Tipasa              |             |          |            |

### Bulgarije
| Stad (Romeinse naam) | Stad (moderne naam) | Coördinaten | Diversen              | Afbeelding |
| -------------------- | ------------------- | ----------- | --------------------- | ---------- |
| Augusta Trajana      | Stara Zagora        |             |                       |            |
| Diocletianopolis     | Chisarja            |             |                       |            |
| Marcianopolis        | Devnja              |             |                       |            |
| Trimontium           | Plovdiv             |             | Mogelijk een stadion. |            |
| Serdica              | Sofia               |             |                       |            |

### Cyprus
| Stad (Romeinse naam) | Stad (moderne naam) | Coördinaten                    | Diversen | Afbeelding |
| -------------------- | ------------------- | ------------------------------ | -------- | ---------- |
| Paphos               | Paphos              | 34° 45′ 18″ NB, 32° 24′ 19″ OL |          |            |

### Duitsland
| Stad (Romeinse naam)  | Stad (moderne naam) | Coördinaten                   | Diversen                | Afbeelding |
| --------------------- | ------------------- | ----------------------------- | ----------------------- | ---------- |
| Augusta Treverorum    | Trier               | 49° 44′ 53″ NB, 6° 38′ 57″ OL | Amfitheater van Trier   |            |
| Castra Vetera         | Birten (Xanten)     | 51° 38′ 15″ NB, 6° 28′ 22″ OL | Amfitheater van Birten  |            |
| Moguntiacum           | Mainz               |                               |                         |            |
| Quintanis             | Künzing             |                               | Amfitheater van Künzing |            |
| Colonia Ulpia Traiana | Xanten              | 51° 40′ 2″ NB, 6° 27′ 5″ OL   | Amfitheater van Xanten  |            |

### Frankrijk
| Stad (Romeinse naam)         | Stad (moderne naam)    | Coördinaten                   | Diversen                        | Afbeelding |
| ---------------------------- | ---------------------- | ----------------------------- | ------------------------------- | ---------- |
| Aginnum                      | Agen                   |                               |                                 |            |
| Alalia                       | Aléria                 |                               | op Corsica                      |            |
| Apta Julia                   | Apt                    |                               |                                 |            |
| Arelate                      | Arles                  | 43° 40′ 40″ NB, 4° 37′ 51″ OL | Amfitheater van Arles           |            |
| Augustodunum                 | Autun                  |                               |                                 |            |
| Augustomagus                 | Senlis                 | 49° 12′ 18″ NB, 2° 34′ 33″ OL |                                 |            |
| Augustoritum                 | Limoges                | 45° 49′ 50″ NB, 1° 15′ 6″ OL  |                                 |            |
| Avaricum                     | Bourges                |                               |                                 |            |
|                              | Beaumont-sur-Oise      |                               |                                 |            |
| Burdigala                    | Bordeaux               | 44° 50′ 52″ NB, 0° 34′ 58″ WL | Amfitheater van Bordeaux        |            |
| Cassinomagus                 | Chassenon              |                               |                                 |            |
| Caesarodonum                 | Tours (Indre-et-Loire) |                               | Amfitheater van Tours           |            |
| Cemenelum                    | Nice                   | 43° 43′ 12″ NB, 7° 16′ 31″ OL |                                 |            |
| Derventum                    | Drevant                |                               |                                 |            |
| Divodurum                    | Metz                   |                               |                                 |            |
| Divona Cadurcorum            | Cahors                 |                               |                                 |            |
| Forum Julii                  | Fréjus                 | 43° 26′ 4″ NB, 6° 43′ 43″ OL  | Amfitheater van Fréjus          |            |
|                              | Gennes                 | 47° 20′ 7″ NB, 0° 14′ 19″ WL  | Amfitheater van Gennes          |            |
|                              | Genainville            |                               |                                 |            |
| Grannus                      | Grand                  |                               |                                 |            |
| Julia Baeterrae Septimanorum | Béziers                |                               | Amfitheater van Béziers         |            |
| Lemonum                      | Poitiers               |                               | Amfitheater van Poitiers        |            |
| Lugdunum                     | Lyon                   | 45° 46′ 14″ NB, 4° 49′ 50″ OL | Amfitheater van de drie Galliën |            |
| Lutetia                      | Parijs                 | 48° 50′ 42″ NB, 2° 21′ 10″ OL | Arena van Lutetia               |            |
| Mediolanum Santonum          | Saintes                |                               | Amfitheater van Saintes         |            |
|                              | Montbouy               |                               |                                 |            |
| Colonia Narbo Martius        | Narbonne               |                               |                                 |            |
| Nemausus                     | Nîmes                  | 43° 50′ 6″ NB, 4° 21′ 35″ OL  | Arena van Nîmes                 |            |
| Samarobriva                  | Amiens                 |                               |                                 |            |
|                              | Sanxay                 |                               | Amfitheater van Sanxay          |            |
| Segodunum                    | Rodez                  |                               |                                 |            |
| Tolosa                       | Toulouse               | 43° 36′ 53″ NB, 1° 23′ 52″ OL |                                 |            |
| Vesontio                     | Besançon               |                               | Amfitheater van Besançon        |            |
| Vesuna Petrucorriorum        | Périgueux              |                               | Amfitheater van Périgueux       |            |

### Griekenland
| Stad (Romeinse naam) | Stad (moderne naam) | Coördinaten | Diversen | Afbeelding |
| -------------------- | ------------------- | ----------- | -------- | ---------- |
| Korinthe             | Korinthe            |             |          |            |
| Gortys               | Gortys              |             |          |            |

### Groot-Brittannië
| Stad (Romeinse naam)   | Stad (moderne naam) | Coördinaten                   | Diversen                 | Afbeelding |
| ---------------------- | ------------------- | ----------------------------- | ------------------------ | ---------- |
| Calleva Atrebatum      | Silchester          | 51° 21′ 32″ NB, 1° 4′ 31″ WL  |                          |            |
| Camulodunum            | Colchester          |                               |                          |            |
| Iscalis (?)            | Charterhouse        |                               |                          |            |
| Corinium Dobunnorum    | Cirencester         | 51° 42′ 41″ NB, 1° 58′ 20″ WL |                          |            |
| Deva Victrix           | Chester             | 53° 11′ 21″ NB, 2° 53′ 13″ WL | Amfitheater van Chester  |            |
| Durnovaria             | Dorchester (Dorset) | 50° 42′ 28″ NB, 2° 26′ 25″ WL |                          |            |
|                        | Inveresk            |                               |                          |            |
| Isca Augusta           | Caerleon            | 51° 36′ 29″ NB, 2° 57′ 25″ WL | Amfitheater van Caerleon |            |
| Londinium              | Londen              |                               |                          |            |
| Moridunum              | Carmarthen          |                               |                          |            |
| Noviomagus Regnorum    | Chichester          |                               |                          |            |
| Rutupiae               | Richborough         |                               |                          |            |
| Trimontium             | Newstead            |                               |                          |            |
|                        | Tomen-y-Mur, Wales  | 52° 55′ 55″ NB, 3° 55′ 24″ WL |                          |            |
| Viroconium Cornoviorum | Wroxeter            | 52° 40′ 31″ NB, 2° 38′ 41″ WL |                          |            |
| Venta Icenorum         | Caistor St Edmund   | 52° 34′ 48″ NB, 1° 17′ 18″ OL |                          |            |

### Hongarije
| Stad (Romeinse naam) | Stad (moderne naam) | Coördinaten                   | Diversen                                    | Afbeelding |
| -------------------- | ------------------- | ----------------------------- | ------------------------------------------- | ---------- |
| Aquincum             | Boedapest           | 47° 34′ 3″ NB, 19° 2′ 53″ OL  | Het Katona városi amfitheater               |            |
| Aquincum             | Boedapest           | 47° 31′ 59″ NB, 19° 2′ 21″ OL | Het militaire Nagyszombat utcai amfitheater |            |
| Gorsium-Herculia     | Tác                 |                               |                                             |            |

### Israël
| Stad (Romeinse naam) | Stad (moderne naam) | Coördinaten                   | Diversen                    | Afbeelding |
| -------------------- | ------------------- | ----------------------------- | --------------------------- | ---------- |
| Caesarea Maritima    | Caesarea            | 32° 30′ 0″ NB, 34° 53′ 59″ OL |                             |            |
| Eleutheropolis       |                     |                               | Amfitheater van Beth Guvrin |            |
| Scythopolis          | Bet She'an          | 32° 29′ 55″ NB, 35° 30′ 5″ OL |                             |            |

### Italië
| Stad (Romeinse naam)         | Stad (moderne naam)      | Coördinaten                    | Diversen                             | Afbeelding |
| ---------------------------- | ------------------------ | ------------------------------ | ------------------------------------ | ---------- |
| Abellinum                    | Avellino                 |                                |                                      |            |
| Acelum                       | Asolo                    |                                |                                      |            |
| Alba Fucens                  | Massa d'Albe             |                                | Amfitheater van Alba Fucens          |            |
| Alba Longa                   | Albano Laziale           | 41° 43′ 58″ NB, 12° 39′ 54″ OL |                                      |            |
| Albingaunum                  | Albenga                  | 44° 2′ 38″ NB, 8° 12′ 41″ OL   |                                      |            |
| Amiternum                    | San Vittorino (L'Aquila) | 42° 24′ 2″ NB, 13° 18′ 22″ OL  | Amfitheater van Amiternum            |            |
| Ancona                       | Ancona                   |                                |                                      |            |
| Antium                       | Anzio                    |                                |                                      |            |
| Aquileia                     | Aquileia                 |                                |                                      |            |
| Aquinum                      | Aquino                   |                                |                                      |            |
| Ariminum                     | Rimini                   | 44° 3′ 36″ NB, 12° 34′ 29″ OL  |                                      |            |
| Arretium                     | Arezzo                   |                                |                                      |            |
| Assisium                     | Assisi                   | 43° 4′ 16″ NB, 12° 37′ 13″ OL  |                                      |            |
| Augusta Bagiennorum          | Bene Vagienna            |                                |                                      |            |
| Augusta Praetoria Salassorum | Aosta                    | 45° 44′ 22″ NB, 7° 19′ 19″ OL  |                                      |            |
| Abella                       | Avella                   | 40° 57′ 41″ NB, 14° 36′ 30″ OL |                                      |            |
| Beneventum                   | Benevento                |                                |                                      |            |
| Caralis                      | Cagliari                 | 39° 13′ 26″ NB, 9° 6′ 48″ OL   |                                      |            |
| Cales                        | Calvi                    | 41° 12′ 5″ NB, 14° 8′ 16″ OL   |                                      |            |
| Canusium                     | Canosa di Puglia         |                                |                                      |            |
| Capua                        | Santa Maria Capua Vetere | 41° 5′ 10″ NB, 14° 15′ 1″ OL   | Amfitheater van Capua                |            |
| Carsulae                     | Carsuale                 |                                |                                      |            |
| Casinum                      | Cassino                  | 41° 28′ 58″ NB, 13° 49′ 25″ OL |                                      |            |
| Catina                       | Catania                  | 37° 30′ 26″ NB, 15° 5′ 7″ OL   | Amfitheater van Catania              |            |
| Civitas Camunnorum           | Cividate Camuno          |                                |                                      |            |
| Cumae                        |                          | 40° 50′ 31″ NB, 14° 3′ 21″ OL  |                                      |            |
| Egnatia                      | Egnazia                  | 40° 53′ 16″ NB, 17° 23′ 28″ OL |                                      |            |
| Eporedia                     | Ivrea                    |                                |                                      |            |
| Falerio Picenus              | Falerone                 |                                |                                      |            |
| Falerii Novi                 |                          | 42° 18′ 10″ NB, 12° 21′ 39″ OL |                                      |            |
| Fidenae                      | -                        |                                | Ingestort in 27 n.Chr., 20.000 doden |            |
| Firmum Picenum               | Fermo                    |                                |                                      |            |
| Florentia                    | Florence                 | 43° 46′ 9″ NB, 11° 15′ 34″ OL  | Amfitheater van Florence             |            |
| Formiae                      | Formia                   |                                |                                      |            |
| Forum Novum                  | Vescovio                 |                                |                                      |            |
| Frusinum                     | Frosinone                |                                |                                      |            |
| Grumentum                    | Grumento Nova            | 40° 17′ 14″ NB, 15° 54′ 42″ OL |                                      |            |
| Herdoniae                    | Ordona                   |                                |                                      |            |
| Himera                       | Termini Imerese          | 37° 59′ 16″ NB, 13° 41′ 37″ OL |                                      |            |
| Hispellum                    | Spello                   | 42° 59′ 45″ NB, 12° 39′ 55″ OL |                                      |            |
| Histonium                    | Vasto                    | 42° 6′ 51″ NB, 14° 42′ 46″ OL  |                                      |            |
| Interamna Nahars             | Terni                    |                                |                                      |            |
| Interamnia Praetutiana       | Teramo                   |                                |                                      |            |
| Lanuvium                     | Lanuvio                  |                                |                                      |            |
| Larinum                      | Larino                   | 41° 48′ 20″ NB, 14° 54′ 59″ OL |                                      |            |
| Libarna                      | -                        | 44° 42′ 21″ NB, 8° 52′ 4″ OL   |                                      |            |
| Liternum                     | -                        |                                |                                      |            |
| Luca                         | Lucca                    | 43° 50′ 43″ NB, 10° 30′ 22″ OL |                                      |            |
| Luceria Augusta              | Lucera                   |                                |                                      |            |
| Lucus Feroniae               | -                        | 42° 7′ 48″ NB, 12° 35′ 41″ OL  |                                      |            |
| Luna                         | Luni                     | 44° 3′ 45″ NB, 10° 1′ 20″ OL   | Amfitheater van Luni                 |            |
| Lupiae                       | Lecce                    | 40° 21′ 9″ NB, 18° 10′ 23″ OL  |                                      |            |
| Mediolanum                   | Milaan                   | 45° 27′ 26″ NB, 9° 10′ 41″ OL  |                                      |            |
| Mevania                      | Bevagna                  | 42° 56′ 13″ NB, 12° 36′ 55″ OL |                                      |            |
| Nora                         | -                        |                                | Op Sardinië                          |            |
| Nuvlana                      | Nola                     | 40° 55′ 40″ NB, 14° 31′ 13″ OL |                                      |            |
| Ocriculum                    | Otricoli                 |                                |                                      |            |
| Paestum                      | -                        | 40° 25′ 21″ NB, 15° 0′ 23″ OL  |                                      |            |
| Patavium                     | Padua                    |                                |                                      |            |
| Peltuinum                    | -                        | 42° 17′ 13″ NB, 13° 37′ 24″ OL |                                      |            |
| Pollentia                    | Pollenzo                 |                                |                                      |            |
| Pompeï                       | Pompei                   | 40° 45′ 5″ NB, 14° 29′ 42″ OL  | Amfitheater van Pompeii              |            |
| Puteoli                      | Pozzuoli                 | 40° 49′ 33″ NB, 14° 7′ 30″ OL  | Amfitheater van Pozzuoli             |            |
| Puteoli                      | Pozzuoli                 |                                |                                      |            |
| Roma                         | Rome                     | 41° 53′ 25″ NB, 12° 29′ 33″ OL | Colosseum                            |            |
| Roma                         | Rome                     | 41° 53′ 15″ NB, 12° 30′ 54″ OL | Amphitheatrum Castrense              |            |
| Roma                         | Rome                     |                                | Amfitheater van Statilius Taurus     |            |
| Roma                         | Rome                     |                                | Amfitheater van Caligula             |            |
| Roma                         | Rome                     |                                | Amfitheater van Nero                 |            |
| Roma                         | Rome                     | 41° 53′ 24″ NB, 12° 29′ 42″ OL | Ludus Magnus                         |            |
| Rudiae                       | -                        |                                |                                      |            |
| Rusellae                     | Roselle                  |                                |                                      |            |
| Scolacium                    | Borgia                   |                                |                                      |            |
| Segusium                     | Susa                     | 45° 8′ 0″ NB, 7° 2′ 42″ OL     |                                      |            |
| Spoletium                    | Spoleto                  |                                |                                      |            |
| Suasa                        | Castelleone di Suasa     | 43° 37′ 24″ NB, 12° 59′ 2″ OL  |                                      |            |
| Sutrium                      | Sutri                    | 42° 14′ 21″ NB, 12° 13′ 44″ OL |                                      |            |
| Syracusae                    | Syracuse                 | 37° 4′ 27″ NB, 15° 16′ 44″ OL  |                                      |            |
| Teate Marrucinorum           | Chieti                   | 42° 20′ 43″ NB, 14° 9′ 45″ OL  |                                      |            |
| Telesia                      | Telese Terme             | 41° 13′ 26″ NB, 14° 30′ 1″ OL  |                                      |            |
| Tibur                        | Tivoli                   | 41° 57′ 39″ NB, 12° 47′ 53″ OL |                                      |            |
| Tusculum                     | -                        |                                |                                      |            |
| Tutere                       | Todi                     |                                |                                      |            |
| Urbs Salvia                  | Urbisaglia               |                                |                                      |            |
| Veleia                       |                          | 44° 47′ 6″ NB, 9° 43′ 24″ OL   |                                      |            |
| Venafrum                     | Venafro                  | 41° 28′ 58″ NB, 14° 2′ 47″ OL  |                                      |            |
| Venusia                      | Venosa                   | 40° 58′ 11″ NB, 15° 49′ 35″ OL |                                      |            |
| Verona                       | Verona                   | 45° 26′ 20″ NB, 10° 59′ 40″ OL | Arena van Verona                     |            |
| Volsinii                     | Bolsena - Orvieto        |                                |                                      |            |
|                              | Zagarolo                 | 41° 51′ 31″ NB, 12° 49′ 9″ OL  |                                      |            |

### Kroatië
| Stad (Romeinse naam) | Stad (moderne naam) | Coördinaten                    | Diversen             | Afbeelding |
| -------------------- | ------------------- | ------------------------------ | -------------------- | ---------- |
| Burnum               |                     | 44° 01′ 92″ NB, 16° 01′ 82″ OL | Bij Šibenik.         |            |
| Pietas Iulia Pola    | Pula                | 44° 87′ 32″ NB, 13° 85′ 1″ OL  | Amfitheater van Pula |            |
| Salonae              | Solin               | 43° 32′ 18″ NB, 16° 28′ 26″ OL |                      |            |

### Libanon
| Stad (Romeinse naam) | Stad (moderne naam) | Coördinaten | Diversen | Afbeelding |
| -------------------- | ------------------- | ----------- | -------- | ---------- |
| Botrus               | Batroun             |             |          |            |
| Tyrus                | Tyrus               |             |          |            |

### Libië
| Stad (Romeinse naam) | Stad (moderne naam) | Coördinaten                    | Diversen | Afbeelding |
| -------------------- | ------------------- | ------------------------------ | -------- | ---------- |
| Cyrene               | -                   | 32° 49′ 29″ NB, 21° 51′ 3″ OL  |          |            |
| Leptis Magna         | -                   | 32° 37′ 56″ NB, 14° 18′ 33″ OL |          |            |
| Ptolemais            |                     |                                |          |            |
| Sabratha             |                     | 32° 48′ 14″ NB, 12° 29′ 38″ OL |          |            |

### Marokko
| Stad (Romeinse naam) | Stad (moderne naam) | Coördinaten | Diversen | Afbeelding |
| -------------------- | ------------------- | ----------- | -------- | ---------- |
| Lixus                | Larache             |             |          |            |

### Nederland
| Stad (Romeinse naam)       | Stad (moderne naam) | Coördinaten                  | Diversen                 | Afbeelding |
| -------------------------- | ------------------- | ---------------------------- | ------------------------ | ---------- |
| Ulpia Noviomagus Batavorum | Nijmegen            | 51° 51′ 41″ NB, 6° 2′ 45″ OL | Amfitheater van Nijmegen |            |

### Oostenrijk
| Stad (Romeinse naam) | Stad (moderne naam) | Coördinaten | Diversen | Afbeelding |
| -------------------- | ------------------- | ----------- | -------- | ---------- |
| Carnuntum            | Petronell-Carnuntum |             |          |            |
| Flavia Solva         | -                   |             |          |            |
| Virunum              | -                   |             |          |            |

### Portugal
| Stad (Romeinse naam) | Stad (moderne naam) | Coördinaten                   | Diversen | Afbeelding |
| -------------------- | ------------------- | ----------------------------- | -------- | ---------- |
|                      | Bobadela            | 40° 6′ 1″ NB, 7° 53′ 37″ WL   |          |            |
|                      | Conímbriga          | 40° 21′ 40″ NB, 8° 29′ 43″ WL |          |            |
|                      | Tavira              |                               |          |            |

### Roemenië
| Stad (Romeinse naam)        | Stad (moderne naam) | Coördinaten | Diversen | Afbeelding |
| --------------------------- | ------------------- | ----------- | -------- | ---------- |
| Mintia                      | Micia               |             |          |            |
| Porolissum                  | Jac                 |             |          |            |
| Ulpia Traiana Sarmizegetusa | Sarmizegetusa       |             |          |            |

### Spanje
| Stad (Romeinse naam) | Stad (moderne naam) | Coördinaten                   | Diversen                   | Afbeelding |
| -------------------- | ------------------- | ----------------------------- | -------------------------- | ---------- |
| Caparra              | -                   |                               |                            |            |
| Carmo                | Carmona             | 37° 28′ 11″ NB, 5° 39′ 3″ WL  | Amfitheater van Carmona    |            |
| Carthago Nova        | Cartagena           |                               | Amfitheater van Carthagena |            |
| Corduba              | Córdoba             | 37° 53′ 3″ NB, 4° 47′ 20″ WL  |                            |            |
| Emerita Augusta      | Mérida              | 38° 54′ 57″ NB, 6° 20′ 16″ WL | Amfitheater van Mérida     |            |
| Emporion             | Empúries            |                               |                            |            |
| Itálica              | Santiponce          | 37° 26′ 38″ NB, 6° 2′ 48″ WL  |                            |            |
| Segobriga            | Saelices            | 39° 53′ 10″ NB, 2° 48′ 50″ WL |                            |            |
| Sisapo               | Almodóvar del Campo | 38° 38′ 47″ NB, 4° 31′ 6″ WL  |                            |            |
| Tarraco              | Tarragona           | 41° 6′ 52″ NB, 1° 15′ 32″ WL  | Amfitheater van Tarraco    |            |

### Syrië
| Stad (Romeinse naam) | Stad (moderne naam) | Coördinaten | Diversen | Afbeelding |
| -------------------- | ------------------- | ----------- | -------- | ---------- |
| Dura Europus         | -                   |             | Foto     |            |
| Nova Trajana Bostra  | Bosra               |             |          |            |

### Tunesië
| Stad (Romeinse naam)          | Stad (moderne naam) | Coördinaten                    | Diversen                | Afbeelding |
| ----------------------------- | ------------------- | ------------------------------ | ----------------------- | ---------- |
| Agbia                         | -                   | 36° 23′ 34″ NB, 9° 12′ 49″ OL  |                         |            |
| Acholla                       | Ras Bou Tria        | 35° 4′ 33″ NB, 11° 1′ 40″ OL   |                         |            |
| Bararus                       | Rougga              | 35° 12′ 47″ NB, 10° 47′ 49″ OL |                         |            |
| Bulla Regia                   | -                   | 36° 33′ 22″ NB, 8° 43′ 48″ OL  |                         |            |
| Carpis                        | Sidi Raïss          | 36° 44′ 58″ NB, 9° 16′ 9″ OL   |                         |            |
| Carthago                      | Carthage            | 36° 51′ 22″ NB, 10° 18′ 54″ OL |                         |            |
| Colonia Julia Aurelia Commoda | Thuburbo Majus      | 36° 23′ 54″ NB, 9° 54′ 21″ OL  |                         |            |
|                               | Henchir el Faouar   |                                |                         |            |
| Hadrumetum                    | Sousse              | 35° 49′ 33″ NB, 10° 38′ 24″ OL |                         |            |
|                               | Jebel Moraba        | 36° 36′ 0″ NB, 9° 52′ 0″ OL    |                         |            |
|                               | Ksar Hellal         |                                |                         |            |
| Leptis Minor                  | -                   | 35° 40′ 13″ NB, 10° 53′ 6″ OL  |                         |            |
| Mactaris                      | Maktar              | 35° 51′ 33″ NB, 9° 12′ 22″ OL  |                         |            |
| Pheradi Maius                 | Sidi Khalifa        | 36° 18′ 9″ NB, 10° 3′ 33″ OL   |                         |            |
| Pupput                        | Hammamet            | 36° 24′ 40″ NB, 10° 36′ 55″ OL |                         |            |
| Seressi                       | Oum El Abouab       | 36° 9′ 51″ NB, 9° 46′ 53″ OL   |                         |            |
| Sicca Veneria                 | El Kef              |                                |                         |            |
| Simitthus                     | Chemtou             | 36° 29′ 24″ NB, 8° 34′ 22″ OL  |                         |            |
| Sufetula                      | Sbeitla             | 35° 13′ 54″ NB, 9° 7′ 56″ OL   |                         |            |
| Thapsus                       |                     | 35° 37′ 14″ NB, 11° 2′ 17″ OL  |                         |            |
| Thibaris                      | -                   |                                |                         |            |
| Thignica                      | Ain Tounga          |                                |                         |            |
| Thimisua                      | Sidi Bou Arkoub     |                                |                         |            |
| Thuburbo Minus                | Tebourba            |                                |                         |            |
| Thugga                        | -                   | 36° 25′ 24″ NB, 9° 13′ 13″ OL  |                         |            |
| Thysdrus                      | El Djem             | 35° 17′ 36″ NB, 10° 42′ 23″ OL | Amfitheater van El Djem |            |
| Thysdrus                      | El Djem             |                                |                         |            |
| Uchi Maius                    | Henchir Ed-Douamis  |                                |                         |            |
| Ulissipira                    | Henchir Zembra      | 35° 57′ 20″ NB, 10° 26′ 31″ OL |                         |            |
| Upenna                        | Enfida              |                                |                         |            |
| Uthina                        | Oudna               | 36° 36′ 31″ NB, 10° 10′ 10″ OL | Amfitheater van Oudna   |            |
| Utica                         |                     | 37° 3′ 9″ NB, 10° 3′ 26″ OL    |                         |            |

### Turkije
| Stad (Romeinse naam) | Stad (moderne naam) | Coördinaten | Diversen | Afbeelding |
| -------------------- | ------------------- | ----------- | -------- | ---------- |
| Cyzicus              |                     |             |          |            |

### Zwitserland
| Stad (Romeinse naam) | Stad (moderne naam)  | Coördinaten                   | Diversen | Afbeelding |
| -------------------- | -------------------- | ----------------------------- | -------- | ---------- |
| Augusta Raurica      | Augst                | 47° 31′ 46″ NB, 7° 43′ 14″ OL |          |            |
| Aventicum            | Avenches             | 46° 52′ 52″ NB, 7° 2′ 34″ OL  |          |            |
| Brenodunum (?)       | Bern - Engehalbinsel | 46° 58′ 33″ NB, 7° 27′ 4″ OL  |          |            |
| Julia Equestris      | Nyon                 | 46° 23′ 0″ NB, 6° 14′ 29″ OL  |          |            |
| Octodurum            | Martigny             | 46° 5′ 40″ NB, 7° 4′ 24″ OL   |          |            |
| Vindonissa           | Windisch             | 47° 28′ 34″ NB, 8° 12′ 49″ OL |          |            |